# Elektrownie na Ukrainie
Moc elektryczna wynosiła w 2022 przed rozpoczęciem inwazji Rosji na Ukrainę ok. 55 GW. Wskutek zniszczeń infrastruktury energetycznej spadła na początku czerwca 2024 poniżej poziomu 20 GW.
Lista elektrowni Ukrainy.

## Elektrownie cieplne
Większość elektrowni korzysta z węgla kamiennego (głównie donieckiego, tylko elektrownie zachodniej Ukrainy korzystają z węgla wołyńskiego), znacznie mniejsza część z gazu ziemnego i mazutu. Wytwarzają one około 48% energii elektrycznej na Ukrainie.
Największe elektrownie cieplne to:
- Zaporoska Elektrownia Cieplna(inne języki)
- Krzyworoska Elektrownia Cieplna(inne języki)
- Żmijowska TES, zniszczona 22 marca 2024[2]
- Bursztyńska Elektrownia Cieplna(inne języki) (deklarowana jako nie do odbudowy)[3]
- Ładyżyńska Elektrownia Cieplna(inne języki)
- Naddnieprzańska TES
- Starobiesziwska TES
- Dobrotwirska Elektrownia Cieplna(inne języki)
- Trypolska TES, zniszczona 11 kwietnia 2024[2]

## Elektrownie wodne
Elektrownie wodne na Ukrainie wytwarzają około 8% energii elektrycznej. Są to:
- Kaskada Dniepru
  - Kijowska Elektrownia Wodna(inne języki)
  - Kijowska Elektrownia Szczytowo-Pompowa(inne języki)
  - Kaniowska Elektrownia Wodna(inne języki)
  - Kaniowska HAES (szczytowo-pompowa)
  - Krzemieńczucka Elektrownia Wodna(inne języki)
  - Środkowodnieprzańska Elektrownia Wodna(inne języki)
  - Dnieprzańska Elektrownia Wodna
  - Kachowska Elektrownia Wodna
- Kaskada Dniestru
  - Dniestrzańska Elektrownia Wodna (HES-1)
  - Dniestrzańska Elektrownia Wodna (HES-2)
  - Dniestrzańska Elektrownia Szczytowo-Pompowa(inne języki)
  - Dubosarska HES
- Tereble-Ricka HES
- Sniatyńska HES (na Prucie)

Oprócz nich w trakcie budowy są 2 elektrownie szczytowo-pompowe, powstające niedaleko od Południowoukraińskiej Elektrowni Atomowej: Taszłycka HAES (koło Zbiornika Taszłyckiego na Bohu) i Aleksandryjska HAES.

## Elektrownie jądrowe
Na Ukrainie działa 15 reaktorów i 2 są w stadium budowy. Dostarczają one 44% wytwarzanej na Ukrainie energii elektrycznej. Są to:
- Zaporoska AES w Energodarze
- Południowoukraińska Elektrownia Atomowa w Piwdennoukrajinśku
- Rówieńska Elektrownia Atomowa w Waraszu (4 bloki, w tym 1 w budowie)
- Czarnobylska AES (zamknięta w 2000)
- Chmielnicka AES w Nityszynie (2 bloki, w tym jeden w budowie)

## Alternatywne źródła energii
Na Ukrainie działają 2 elektrownie wiatrowe średniej mocy (w Nowoazowsku i Schodnicy) oraz kilka małych koło Eupatorii. Uruchomiono również niewielką elektrownię słoneczną w Symferopolu.